# Edwin Ifeanyi
Edwin Ifeanyi est un footballeur camerounais né le 28 avril 1972. Il évoluait au poste de milieu de terrain.

## Biographie
Edwin Ifeanyi passe la majeure partie de sa carrière au Japon. Il joue au Tokyo Gas, au Verdy Kawasaki, à l'Omiya Ardija, à l'Oita Trinita et enfin au Montedio Yamagata.
Il reçoit deux sélections en équipe du Cameroun (une en 1992 et l'autre en 1994).